# Eumenes guillarmodi
Eumenes guillarmodi är en stekelart som beskrevs av Giordani Soika 1975. Eumenes guillarmodi ingår i släktet krukmakargetingar, och familjen Eumenidae. Inga underarter finns listade i Catalogue of Life.